# Cerco de Girona
O terceiro cerco de Girona ocorreu no norte da Catalunha, Espanha, de 6 de maio a 12 de dezembro de 1809, durante as Guerras Napoleônicas. Um evento significativo da Guerra Peninsular, o Grande Armée da França sitiou a cidade de Girona por sete meses. Girona era estrategicamente importante porque controlava a estrada principal entre a França e a Espanha.
Cerca de 32.000 militares franceses e do Reino de Vestfália sitiaram a cidade. O general Laurent de Gouvion Saint-Cyr estava no comando dos franceses durante grande parte do cerco. O Marechal Pierre Augereau assumiu o comando depois de 12 de outubro. A defesa de Girona estava sob o comando do General Mariano Álvarez de Castro, com cerca de 9.000 soldados regulares e milicianos. Girona resistiu até que doenças e fome a obrigaram a capitular.
Embora em grande desvantagem numérica, os defensores espanhóis forçaram um longo cerco, e um grande exército francês ficou encurralado durante toda a temporada de campanha. A batalha se tornou lendária durante a Guerra da Independência da Espanha, e Álvarez se tornou um herói nacional.

## Antecedentes

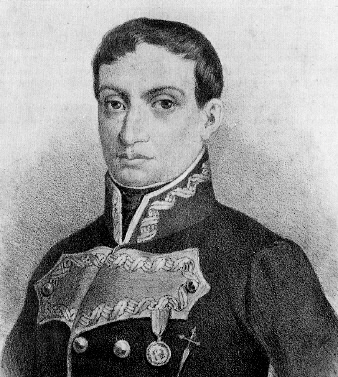
General Mariano Álvarez de Castro

Em 1808, José Bonaparte ascendeu ao trono da Espanha, tornando a Espanha efetivamente um estado cliente da França napoleônica. A resistência da Espanha à França precipitou a Guerra Peninsular de 1808-1814. Em 1809, o general Álvarez, comandante do Castelo de Montjuïc, em Barcelona, recebeu ordens de seus superiores para entregar o castelo aos franceses, embora estivesse se preparando para resistir. Álvarez deixou Barcelona e se juntou aos rebeldes espanhóis contra o domínio francês.
O governo espanhol em Cádiz nomeou Álvarez comandante do Exército da Catalunha e governador de Girona. A cidade de Girona ficava na principal estrada entre a França e a Espanha, por isso era estrategicamente importante. Os franceses sitiaram a cidade duas vezes no ano anterior, primeiro na Batalha de Girona, de 20 a 21 de junho, e depois no Segundo Cerco de Girona, de três semanas, de 24 de julho a 16 de agosto, tendo ambas as vezes que recuar. Os franceses capturaram a cidade costeira vizinha de Roses e sua cidadela no Cerco de Roses, no final de 1808.
Assumindo o comando da cidade em 1º de fevereiro de 1809, Álvarez imediatamente começou a preparar sua defesa, solicitando provisões para 7.000 homens. A cidade de Girona tinha naquela época uma população entre 13.000 e 14.000 habitantes e era defendida por uma guarnição de cerca de 5.700 militares. Os defensores de Girona incluíam o Regimento Ultonia "irlandês". As mulheres da cidade se organizaram em uma Companhia de Santa Bárbara para cuidar dos doentes e feridos, transportar munições e outras tarefas. Em 1º de abril, Álvarez proclamou seu famoso decreto, segundo o qual, se a cidade fosse atacada, ele executaria imediatamente qualquer um que mencionasse rendição ou capitulação. Em 3 de maio, as armas foram distribuídas a 1717 voluntários.
As fortificações de Girona eram antiquadas, pois nada tinha sido feito para modernizá-las desde a Guerra da Sucessão Espanhola, cem anos antes.  As muralhas medievais eram finas, por isso muitas vezes não conseguiam suportar artilharia. A área do Mercadal, a oeste do Rio Onyar, era fracamente fortificada. Os franceses, no entanto, não atacaram ali, temendo os perigos do fogo de artilharia das alturas de Girona e a dificuldade da luta de rua após sua recente experiência no segundo cerco de Zaragoza no início do ano. Além disso, as obras de cerco para um ataque ao Mercadal teriam que ser escavadas nas planícies de inundação do Rio Ter, e inundações não eram incomuns. As fortificações da muralha foram aumentadas por bastiões circundantes, como La Merced e Santa Maria, perto do Onyar, ao sul e norte de Girona, respectivamente, e vários fortes e redutos (Capuchinhos, Capítulo, Calvário, etc.) ao longo do cume da montanha atrás de Girona. Embora o Castelo de Montjuïc, ao norte de Girona, estivesse bem abastecido com canhões, havia menos de 300 homens experientes com artilharia. No entanto, Álvarez aproveitou ao máximo as defesas.

## Cerco

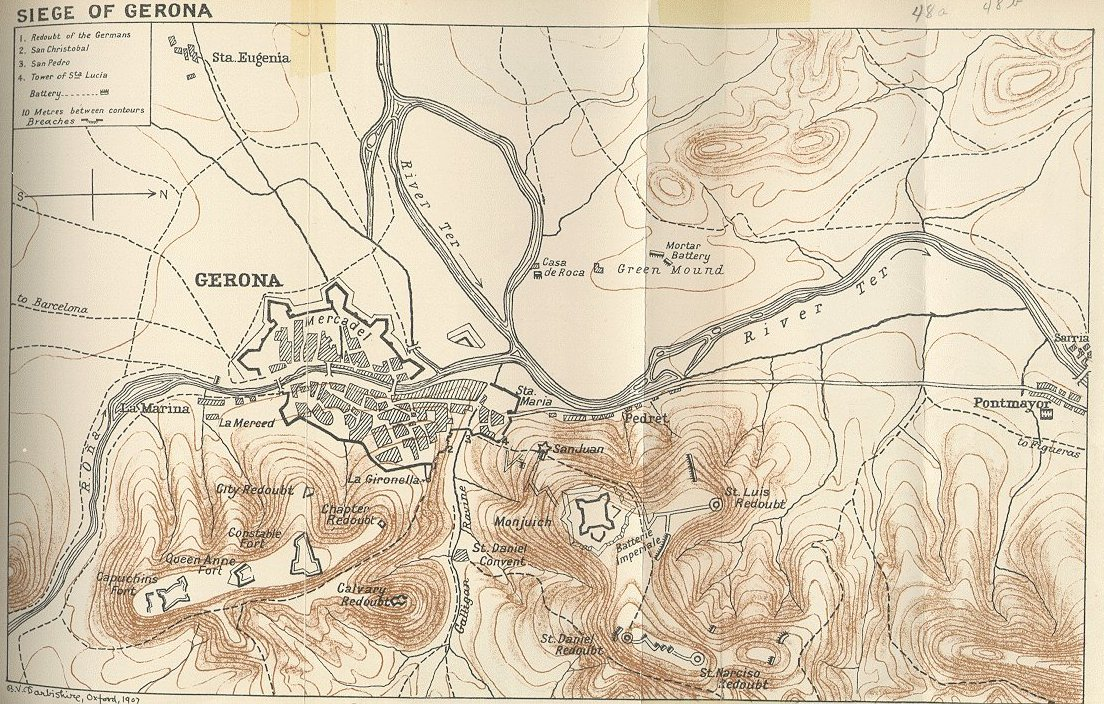
Mapa do terceiro cerco de Girona em 1809, indicando as defesas da cidade e as mobilizações francesas ao redor dela. A direção do norte é para a direita.

No início de maio de 1809, o General Saint-Cyr começou a montar baterias de artilharia e fortificações, montando 40 baterias de canhões. As forças francesas consistiam em mais de 17.000 homens liderados pelo general Honoré Charles Reille, logo substituído pelo general Jean-Antoine Verdier, engajado no cerco, e mais 15.000 homens em um exército de cobertura liderado por Saint-Cyr, usado para proteger e reforçar o cerco.  Em 12 de junho, Álvarez rejeitou os termos da trégua oferecida, e Saint-Cyr ordenou que o bombardeio começasse após a meia-noite de 13 para 14 de junho. Nos sete meses seguintes, cerca de 20.000 bombas e granadas e 80.000 balas de canhão foram disparadas contra a cidade e o adjacente Castelo de Montjuïc.
Após três semanas de bombardeios pesados, em 7 de julho, os franceses tentaram tomar o castelo por ataque frontal. Verdier empregou 2.500 homens na tentativa e, embora os canhões do forte tivessem sido silenciados, ele ainda perdeu mais de mil homens para o fogo implacável de mosquetes.  Os franceses foram forçados a recuar. Eles retomaram o bombardeio do forte, reduzindo três lados do castelo a ruínas. Com pouca água restante e as obras de cerco francesas chegando ao fosso do castelo, em 11 de agosto, os defensores restantes do castelo pegaram os suprimentos que puderam, evacuaram para Girona e explodiram o castelo.  Restava pouco do castelo quando os franceses tomaram posse. Álvarez então barricou e entrincheirou a cidade, e o cerco continuou por mais quatro meses. As tentativas de aliviar a cidade pelo General Joaquín Blake foram fracas e tiveram apenas um sucesso mínimo. Reforços de apenas 3.600 soldados conseguiram entrar em Girona durante o cerco.
A estratégia francesa era tomar Montjuïc, após o que se esperava que Girona se rendesse, mas em setembro outro apelo francês para que os espanhóis se rendessem foi rejeitado. Os franceses iniciaram seu primeiro ataque direto à cidade em 19 de setembro. O bombardeio incessante, agora também vindo da vizinha Montjuïc, havia aberto várias brechas nas muralhas defensivas ao norte da cidade. Após sangrentos combates corpo a corpo e repetidos ataques serem repelidos, os franceses finalmente abandonaram a tentativa e recuaram. Os franceses perderam 624 soldados no ataque, enquanto os espanhóis perderam 251. O evento desmoralizou os franceses e reanimou os espanhóis.
No final de setembro, o General Saint-Cyr deixou o comando, irritado com a possibilidade de ser substituído como chefe das forças francesas e aliadas. Deixou as tropas sem um comandante geral por vários dias, em clara desobediência às ordens recebidas em junho. Foi substituído pelo Marechal Augereau, que assumiu o comando do cerco em 12 de outubro. Após os sangrentos combates de agosto e setembro, os franceses adotaram uma estratégia mais paciente, tentando forçar a rendição por meio da fome e da doença.
Em dezembro, Álvarez, gravemente doente e delirante, entregou o comando ao Brigadeiro Juan Bolívar. Os franceses haviam tomado várias fortificações importantes da cidade, e os espanhóis estavam em retirada dentro da própria cidade. Dois dias depois, em 12 de dezembro, a cidade finalmente capitulou. Do lado espanhol, estima-se que cerca de 10.000 soldados e civis morreram durante o cerco, principalmente de doenças ou fome. Apenas cerca de 8.000 dos 14.000 habitantes originais da cidade sobreviveram, enquanto cerca de 3.000 soldados emaciados permaneceram para se render. As perdas francesas foram de aproximadamente 14.000, mais da metade delas devido a doenças.

## Consequências
Após o extenso bombardeio de artilharia e 7 meses de cerco, a cidade de Girona tornou-se praticamente inabitável. Restava pouco valor na cidade para os franceses. Conforme descrito por Charles Oman em sua "História da Guerra Peninsular" (1908), Girona
...apresentava uma vista melancólica de casas sem teto, ou com uma ou duas paredes laterais arrancadas, de ruas bloqueadas por alvenarias caídas de igrejas ou torres, sob as quais cadáveres semi-decompostos estavam parcialmente enterrados. Os espaços abertos estavam cobertos de mosquetes quebrados, trapos ensanguentados, rodas de armas e carroças inutilizadas, fragmentos de projéteis e ossos de cavalos e mulas cuja carne havia sido comida. O fedor era tão terrível que Augereau teve que manter suas tropas fora do local, para que a infecção não se espalhasse entre eles.

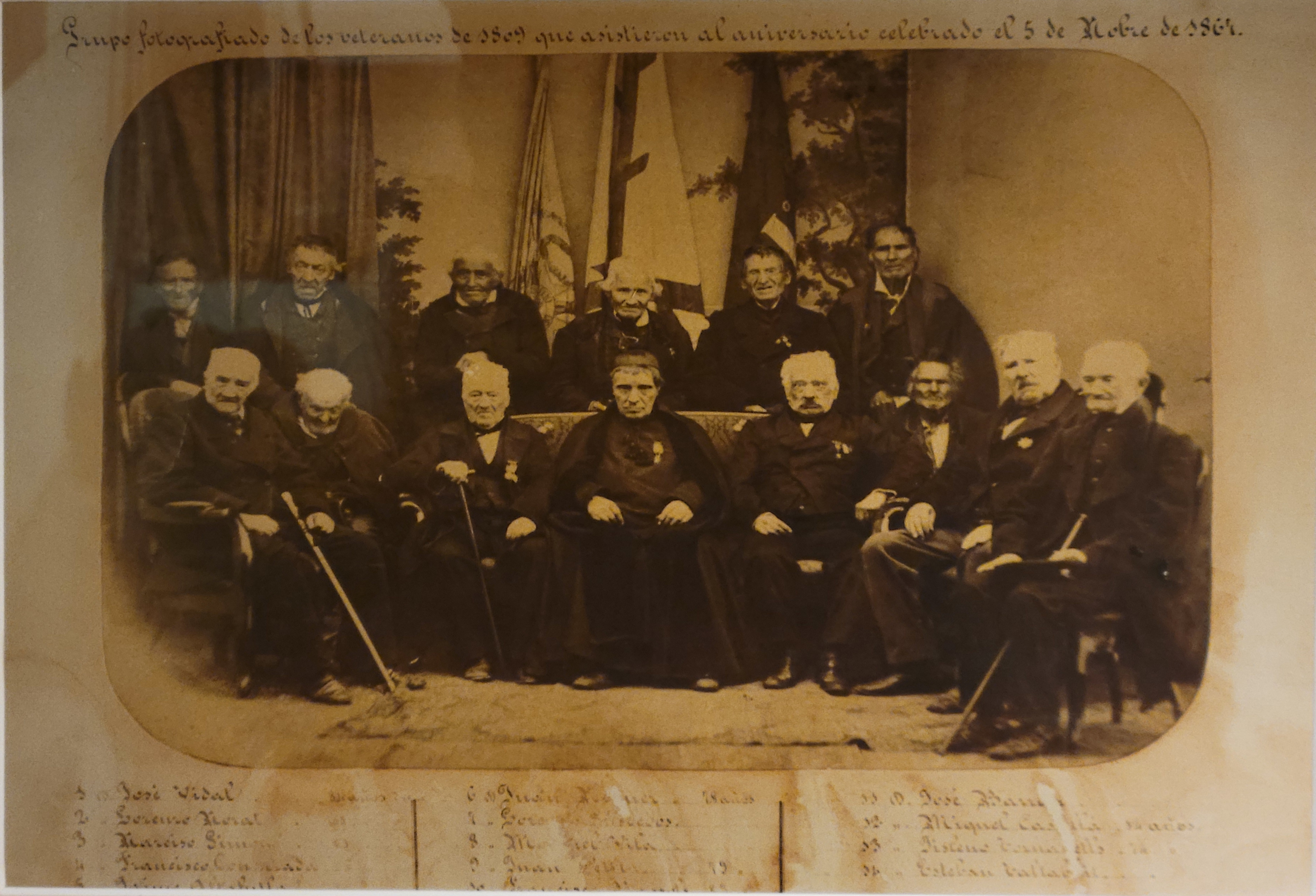
Veteranos dos cercos de Girona de 1808-1809. Fotografia datada de 5 de novembro de 1864.

Apesar da saúde precária de Álvarez, os franceses o aprisionaram, juntamente com os outros oficiais de Girona, em Perpignan, França, em 23 de dezembro. Após um mês, ele foi levado a julgamento por traição no Castelo de Sant Ferran, em Figueres. Em 21 de janeiro de 1810, um dia após sua chegada ao castelo, Álvarez foi encontrado morto em sua cela.
Devido aos longos atrasos e às pesadas perdas sofridas pelos franceses, a resistência da cidade serviu aos propósitos espanhóis. O cerco imobilizou o exército francês durante toda uma temporada de campanha. A batalha se tornou lendária ao longo da Guerra de Independência da Espanha, reunindo a resistência nacional, e Álvarez se tornou um herói nacional.

## Na cultura popular

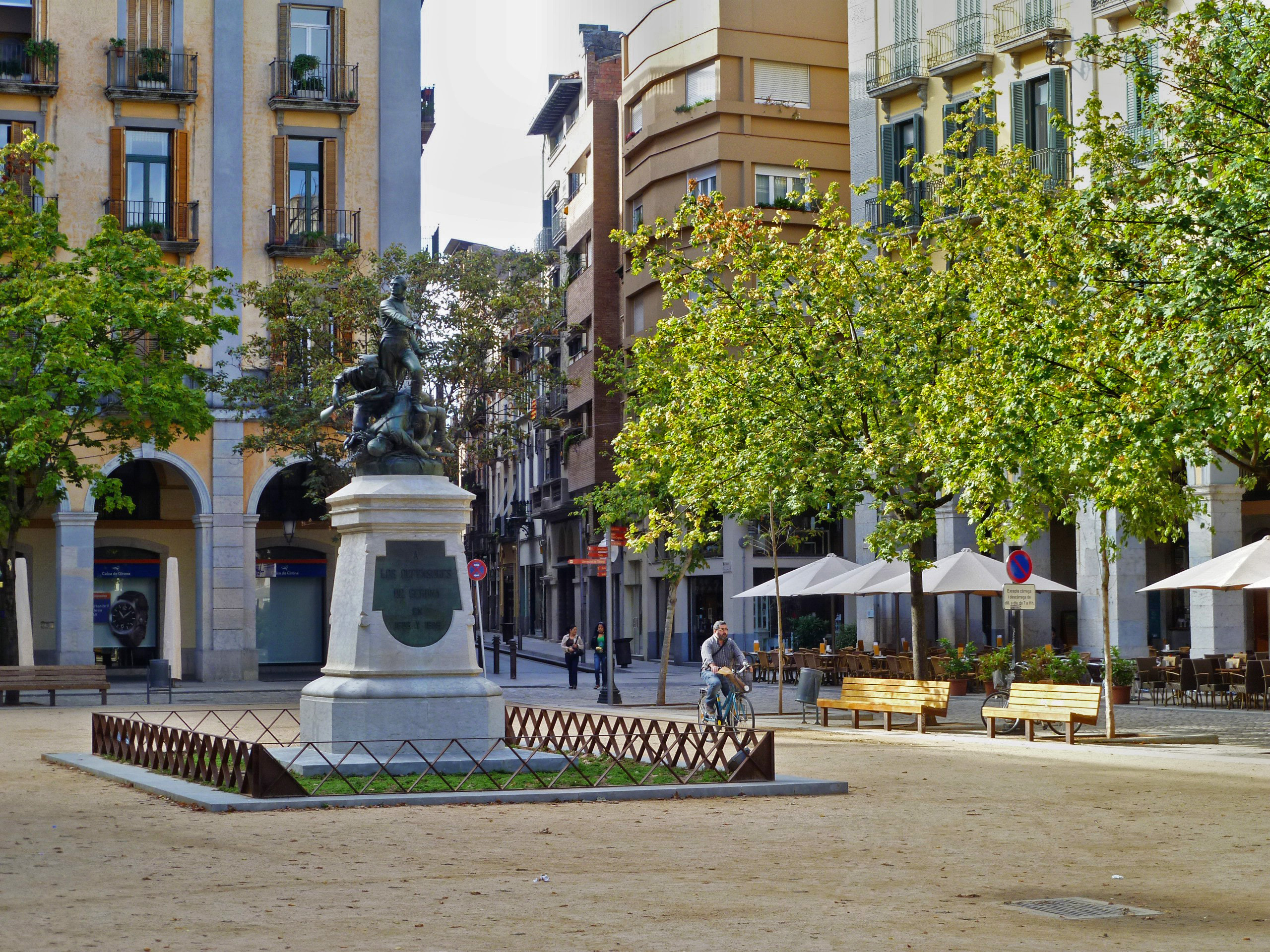
Praça da Independência, Girona

O sucesso dos espanhóis em repelir o ataque de 19 de setembro foi comemorado em 1864 com uma pintura de Ramón Martí Alsina intitulada "O Grande Dia de Girona". Com aproximadamente 5 por 11 metros de tamanho, essa grande pintura é propriedade do Museu Nacional de Arte da Catalunha. Em 14 de setembro de 2010, foi colocada em exposição permanente em um auditório do governo da Catalunha, em Girona.
Em Girona, hoje, a "Plaça de la Independència" é uma praça que homenageia os defensores da cidade durante a guerra. Um monumento no centro da praça é dedicado a esses defensores. Localizada no bairro do Mercadal, é um dos lugares mais conhecidos e movimentados da municipalidade.